# العلاقات الكرواتية النيجيرية
العلاقات الكرواتية النيجيرية هي العلاقات الثنائية التي تجمع بين كرواتيا ونيجيريا.

## مقارنة بين البلدين
هذه مقارنة عامة ومرجعية للدولتين:
| وجه المقارنة                                              | كرواتيا                                                  | نيجيريا                     |
| --------------------------------------------------------- | -------------------------------------------------------- | --------------------------- |
| المساحة (كم2)                                             | 56.59 ألف                                                | 923.77 ألف                  |
| عدد السكان (نسمة)                                         | 4.11 مليون                                               | 190.89 مليون                |
| الكثافة السكانية (ن./كم²)                                 | 72.63                                                    | 206.64                      |
| العاصمة                                                   | زغرب                                                     | أبوجا، لاغوس                |
| اللغة الرسمية                                             | اللغة الكرواتية                                          | لغة إنجليزية، اللغة اليوربا |
| العملة                                                    | كونا كرواتية                                             | نيرة نيجيرية                |
| الناتج المحلي الإجمالي (بليون دولار)                      | 54.85 مليار                                              | 375.77 مليار                |
| الناتج المحلي الإجمالي (تعادل القوة الشرائية) بليون دولار | 94.64 مليار                                              | 1.09 تريليون                |
| الناتج المحلي الإجمالي الاسمي للفرد دولار أمريكي          | 11.54 ألف                                                | 2.64 ألف                    |
| الناتج المحلي الإجمالي للفرد دولار أمريكي                 | 21.64 ألف                                                | 5.91 ألف                    |
| مؤشر التنمية البشرية                                      | 0.818                                                    | 0.514                       |
| رمز المكالمات الدولي                                      | +385                                                     | +234                        |
| رمز الإنترنت                                              | .hr                                                      | .ng                         |
| المنطقة الزمنية                                           | توقيت وسط أوروبا، ت ع م+01:00، ت ع م+02:00، أوروبا/زغرب ‏ | ت ع م+01:00                 |

## منظمات دولية مشتركة
يشترك البلدان في عضوية مجموعة من المنظمات الدولية، منها:
| علم المنظمة | اسم المنظمة                               | تاريخ انضمام كرواتيا | تاريخ انضمام نيجيريا |
| ----------- | ----------------------------------------- | -------------------- | -------------------- |
|             | مؤسسة التنمية الدولية                     | 25 فبراير 1993       | 14 نوفمبر 1961       |
|             | الأمم المتحدة                             | 22 مايو 1992         | 7 أكتوبر 1960        |
|             | منظمة التجارة العالمية                    | ?                    | ?                    |
|             | منظمة الشرطة الجنائية الدولية             | ?                    | ?                    |
|             | المركز الدولي لتسوية المنازعات الاستشارية | 22 أكتوبر 1998       | 14 أكتوبر 1966       |
|             | الاتحاد الدولي للاتصالات                  | 3 يونيو 1992         | 11 أبريل 1961        |
|             | الفريق المعني برصد الأرض                  | ?                    | ?                    |
|             | البنك الدولي للإنشاء والتعمير             | 25 فبراير 1993       | 30 مارس 1961         |
|             | المنظمة الهيدروغرافية الدولية             | ?                    | ?                    |
|             | الاتحاد البريدي العالمي                   | ?                    | ?                    |
|             | منظمة حظر الأسلحة الكيميائية              | ?                    | ?                    |
|             | مؤسسة التمويل الدولية                     | 25 فبراير 1993       | 30 مارس 1961         |
|             | وكالة ضمان الاستثمار متعدد الأطراف        | 19 مارس 1993         | 12 أبريل 1988        |
|             | يونسكو                                    | 1 يونيو 1992         | 14 نوفمبر 1960       |

## وصلات خارجية
- موقع وزارة الخارجية الكرواتية
- موقع وزارة الخارجية النيجيرية